# Массаж
Масса́ж (от фр. masser — растирать, от араб. mass — касаться, щупать) — одна из мануальных техник, совокупность приёмов механического и рефлекторного воздействия на ткани и органы в виде растирания, давления, вибрации, проводимых непосредственно на поверхности тела человека как руками, так и специальными аппаратами через воздушную, водную или иную среду с целью достижения лечебного или иного эффекта.
Дополнительно, к механическим воздействиям, для усиления эффекта, для достижения некоего определенного эффекта, могут применяться кремы, присыпки, а также различные массажные масла ароматические, благовонные масла, лекарственные мази, гели, другие препараты и различного рода физические факторы: температурные воздействия (например криомассаж), вибрация.(например перкуссионный массажер)
Из вышеперечисленного списка специалисты отдают своё предпочтение массажным маслам и кремам, поскольку именно они представляют собой уже готовые смеси, созданные именно для массажа, и учитывают всю специфику процесса (обеспечивают скольжение рук массажиста и определённым образом действуют на массируемого. Дают ощущение охлаждения или вызывают жжение).
Внешние раздражения воспринимаются рецепторами кожи и мышц, рефлекторными точками, и передаются в центральную нервную систему. Поток импульсов, в зависимости от применяемой техники и приёмов массажа, может стимулировать и повышать тонус центральной нервной системы, или, наоборот, оказывать на неё затормаживающее и расслабляющее воздействие, что положительно влияет на деятельность всех физиологических систем организма. При этом грамотное применение массажных кремов,масел,мазей,гелей или присыпки- может как усиливать вышеперечисленные воздействия на нужных участках тела человека, так и снижать их. В целях создания такого дополнительного эффекта применяются массажные масла, включающие в себя натуральные активные компоненты

## История возникновения массажа
Невозможно отдать предпочтение тем или иным народам в авторстве изобретения массажа. Он зарождался и развивался параллельно в разных странах и континентах.
Массаж возник наряду с другими видами народной медицины в незапамятные времена. Имеются сведения о применении массажа народами, обитавшими на островах Тихого океана, а это свидетельствует о том, что массаж был знаком первобытным народам. Широко был распространён массаж и среди населения Индонезии. Он применялся в виде общего или местного воздействия и включал разминание, продавливание, растирание и поглаживание.
Массаж в своём изначальном виде, то есть как простое растирание, поглаживание, возник как лечебное средство на заре развития человечества. Судя по преданиям, люди, стремясь облегчить боли, производили растирание и поколачивание места травмы.
Уже в VI веке до нашей эры в Древнем Китае существовали врачебно-гимнастические школы для подготовки врачей, где в качестве одной из дисциплин преподавали массаж.
Иероглифические надписи на саркофагах и пирамидах, и древние папирусы, свидетельствуют о том, что за 4000 лет до н. э., древние ассирийцы, персы, египтяне применяли массаж в лечебных и оздоровительных целях.
Явное упоминание о массаже прослеживается и в трудах Гиппократа (460—377 гг. до н. э.):
«Во многих вещах врач должен быть опытным, и не менее в массаже, ибо массаж может связать сустав слишком расслабленный и размягчить сустав очень тугой. Растирание вызывает стягивание или расслабление тканей, ведет к полноте или исхуданию, мягкое, нежное и умеренное растирание утолщает ткани, а сухое и частое растирание стягивает их».
В странах Востока выдающийся учёный Авиценна (Ибн Сина) в своих трудах «Канон врачебной науки» и «Книга исцеления» описывал массаж укрепляющий, расслабляющий, подготовительный, восстановительный… В Индии и Китае массаж выполняли священнослужители.
Массаж был известен в глубокой древности. В Китае он описан за 3000 лет до Рождества Христова, в Индии за 700 лет. Римляне применяли массаж после боёв для уничтожения кровоподтёков и травматических отёков на теле. В Греции уже со времён Гиппократа на массаж смотрели как на средство, верно и хорошо помогающее при многих болезнях.
Ученики Гиппократа указывают на то, что массаж служит временным средством для уничтожения выпотов и утолщений в тканях. В первые века христианства массаж был заброшен, его даже изгоняли, смотрели на него, как на остаток язычества. Только 300 лет тому назад начали снова появляться работы врачей по массажу, в которых указывались его целебные свойства при многих страданиях суставов, при параличах и других болезнях.
Но несмотря на эти работы, массаж всё-таки оставался в стороне от медицины, он был в руках людей, не имевших никакого понятия ни о его действии на организм, ни о самом организме, ни о болезнях, для лечения которых массаж применяли. Вследствие этого, научных показаний для назначения массажа не было, и сам массаж, как наука, не существовал.
Под словом «массаж» в настоящее время подразумевается способ лечения многих болезней при помощи систематических ручных приёмов: поглаживания, растирания, разминания, поколачивания и вибрации или сотрясения.
Первый, занявшийся серьёзно изучением влияния массажа и телодвижений на тело и дух человека, был шведский врач Пётр-Генрих Линг, родившийся в 1776 году.
Генрих Линг, сын священника, готовился продолжать деятельность отца. Окончив курс в университете города Упсала, он уехал в Европу, сопровождая своего знатного соотечественника. В дороге Линг заболел, судя по описанию, ревматизмом, от которого лечился у многих знаменитых врачей, но не получил исцеления. В Копенгагене Линг познакомился с двумя французскими эмигрантами и брал у них уроки фехтования. Занятия фехтованием облегчили его ревматические боли, после чего он всецело занялся изучением гимнастики и, тщательно и всесторонне ознакомившись с анатомией и физиологией, написал учебник гимнастики.
Далее путём долгих трудов ему удалось открыть в Стокгольме центральный королевский институт гимнастики. Институт этот существует до настоящего времени. Изо дня в день в стенах его собираются больные для лечения, дети школьного возраста для занятий педагогической гимнастикой, и ученики для изучения гимнастики.
Но Линг обработал, главным образом, вопрос о теории движений, массаж же своим развитием обязан немецкому доктору Мецгеру (нем. Johann Georg Mezger), который своей личной, в высшей степени успешной работой над больными, заставил говорить о себе всю Европу и приобрёл себе многих последователей в лице выдающихся врачей.
Немецкий профессор Мозенгейль (нем. Karl von Mosengeil) был одним из первых, начавших работать над физиологией массажа. Путём опытов над животными он поставил дело массажа на научную основу.
За последние 30 лет лечение массажем заняло прочное положение в медицине, им занимаются многие из выдающихся врачей в Германии, Франции, Англии и Америке.
В России массаж применялся издавна в банях в виде простого растирания. В настоящее время он используется как лечебное средство при многих болезнях[уточнить].

## Виды массажа и его классификация
Основные виды массажа — спортивный, лечебный, гигиенический и косметический. Другие виды мануальных техник — мануальная терапия, остеопатия, прикладная кинезиология, прикладная кинезиотерапия, краниосакральная терапия.
Лечебный массаж используется на всех этапах, как в процессе лечения, так и после него — в реабилитационной фазе, и практически не имеет границ применения.
Одни используют лечебный массаж для описания конкретной техники. Другие используют его для описания общей категории массажа, и многие методы, такие как глубокий массаж тканей, миофасциальное освобождение и триггерная терапия, а также остеопатические техники, черепно-крестцовые техники и многие другие, могут использоваться для работы с различными заболеваниями.
В спортивном массаже используются специфические техники массажной терапии в спортивной среде, чтобы улучшить время восстановления, повысить работоспособность и снизить риск получения травм. Это достигается с помощью методов, которые стимулируют приток крови и лимфы к мышцам и от них. Спортивный массаж часто проводится до или после физической активности, в зависимости от потребностей, предпочтений и целей субъекта.
Косметический массаж — часть общего косметического ухода за кожей. Он обычно выполняется в области лица, шеи и волосистой части головы. Систематический косметический массаж способствует визуальному замедлению старения кожи. К косметическим массажным процедурам относятся SPA-процедуры «антистрессовый массаж», «антицеллюлитный массаж», «гемолимфодренаж» (гемолимфодренажный массаж лица, разработанный Энрике Кастеллс Гарсиа), «классический общий массаж», «гидромассаж» (массаж ритмичными струями воды в ванне).
Различают следующие системы массажа: отечественную, шведскую, финскую, восточную. Существуют различные виды массажа.
Под видом понимается применение различных методик для решения конкретной задачи, или массаж применяемый в отдельной группе (антицеллюлитный, спортивный (подготовительный, восстановительный), детский, профилактический, гигиенический).
По виду исполнения делится на ручной и аппаратный. По применению — общий и местный. Что касается назначения, то можно подразделить на следующие виды: лечебный, гигиенический, косметический, спортивный, рефлекторный, детский, а также самомассаж.
Методика массажа — совокупность приёмов, воздействий, применяемых в соответствии с определёнными правилами (классический, испанский, финский, баночный, тайский, точечный, периостальный, медовый, стоун).
Миофасциальный релиз — это метод массажа с основным воздействием на фасции. Он применяется для устранения соматической дисфункции (ограниченной или заблокированной функциональности) опорно-двигательного аппарата, при лечении заболеваний не применяется, лечебным методом не является.

## Массажные приёмы
В русской классической школе массажа существует 4 основных и несколько дополнительных приёмов проведения массажа и их разновидностей:
1. Поглаживание: механическое воздействие на биологическую ткань руками массажиста с постоянным давлением, не превышающем тяжести кисти, на протяжении одного пасса, в центростремительном направлении;
2. Растирание: это механическое воздействие на биологическую ткань руками массажиста с постоянным давлением на уровне порога болевой чувствительности на протяжении одного пасса, выполняемое без учёта центростремительности;
3. Разминание: механическое воздействие на биологическую ткань руками массажиста с ритмично изменяющимся давлением от нуля до уровня порога болевой чувствительности, выполняемое спиралевидно, в центростремительном направлении;
4. Ударные и вибрационные техники: — ритмичные механические колебательные воздействия на биологическую ткань руками массажиста с изменяемым ритмом, выполняемое как продольно, так и поперечно. Пример выполнения: в виде похлопывания ладонной поверхностью кисти, рубление ребром ладони(прерывистая вибрация).

Внутри каждого приёма выделяют его виды.
Так поглаживание может быть плоскостным (плотно прилегающая ладонь легко скользит по поверхности кожи), обхватывающим непрерывистым (массируемая область, чаще дистальный отдел конечности, равномерно охватывается вокруг и производятся медленные движения по направлению к центру конечности), обхватывающим прерывистым (движения непрерывистого вида сменяются ослаблением силы надавливания — своеобразный пульсирующий режим).
Растирание выделяют гребнеобразное и граблеобразное. Гребнеобразное производят средними фалангами пальцев, граблеобразное — подушечками дистальных фаланг пальцев, немного разведённых в стороны. Дополнительный приём растирания — щипцеобразное — массируемый участок захватывают так, чтобы он находился между большим и остальными пальцами руки, плотно приведёнными друг к другу.
Разминание может быть непрерывистым — руки находятся в одной плоскости, но не соприкасаются. Ткани глубоко захватываются, одной рукой смещаются от себя, другой в это время — к себе, далее — наоборот. Движения при этом плавно перетекают из одного направления в другое. Прерывистое разминание выполняется аналогично непрерывистому, но движения скачкообразны.
Вибрация может быть так же прерывистой и непрерывистой. Выделяют непрерывистую стабильную — руку при массаже не перемещают от массируемого участка, и лабильную — руку не отрывают, но перемещают вдоль части тела. Прерывистая вибрация выполняется кончиками пальцев или всей ладонью, рука массажиста при этом на время отрывается от массируемого участка.
Ударные приёмы — похлопывание, поколачивание и рубление. Похлопывание производят плоскостью ладони с прижатым большим пальцем. Движения рук попеременны. Поколачивание выполняют кончиками пальцев либо кулаком (со стороны мизинца). Рубление — ребром кисти, со стороны локтевой кости, пальцы при этом расслаблены и немного отведены друг от друга.
Ударные приёмы, несмотря на своё грозное название, не должны быть болезненны. Время их воздействия — минимально по сравнению с другими приёмами массажа.

## Применение массажа
В медицине массаж применяется для снижения болевого синдрома. Эффективность массажа подтверждена только в снижении боли в мышцах, в том числе при фибромиалгии, болях в шее и плечах. При хронической боли в спине эффект массажа кратковременный. Массаж помогает недоношенным детям в нормализации массы тела, у доношенных детей такой эффект отсутствует. Эффект от массажа у пациентов с головной болью, болью в колене, у раковых больных, у больных с ВИЧ не доказан.
Массаж применяют практически во всех лечебных учреждениях, а также салонах красоты. Также массаж используют в спортивной практике. Эротический массаж применяют только в специализированных эротических массажных салонах.
Массаж в большинстве случаев является безопасной процедурой. Однако в некоторых случаях возможно образование тромба или повреждение нерва. Такая опасность имеется в некоторых, «силовых», видах массажа с глубоким разминанием. В случае, когда массажист прилагает значительные усилия, он может нанести травму вплоть до перелома. Такие побочные эффекты более вероятны у пожилых пациентов.

## Показания для массажа
1. Прежде всего, массаж показан здоровым людям для профилактики различных заболеваний и поддержания тонуса
2. Миалгии, миозиты
3. Головные боли
4. Боли в спине, пояснице, шее, обусловленные дегенеративно-дистрофическими процессами в позвоночнике (Остеохондроз и Радикулит в частности)
5. Последствия ушибов, растяжения мышц, сухожилий и связок
6. Переломы на всех стадиях заживления
7. Функциональные расстройства после перелома и вывиха (тугоподвижность суставов, мышечные изменения, рубцовые сращения тканей)
8. Артриты в том числе ревматоидный, в подострой и хронической стадии
9. Язвенная болезнь желудка и двенадцатиперстной кишки (вне обострения, зарубцевавшаяся)
10. Невралгии и невриты не в стадии обострения
11. Параличи, как спастические, так и вялые
12. Хроническая недостаточность сердечной мышцы
13. Стенокардия
14. Артериальная гипертензия. Гипертоническая болезнь
15. Артериальная гипотония
16. Реабилитационный период после инфаркта миокарда
17. Хронический гастрит
18. Нарушение моторной функции толстого кишечника
19. Бронхит — в подострой и хронической стадии
20. Пневмония — в период выздоравливания и хроническая форма
21. Бронхиальная астма

## Противопоказания для массажа
В некоторых случаях массаж может быть противопоказан (уточните у врача, если есть какие-то сомнения):
1. При острых лихорадочных состояниях и высокой температуре.
2. Кровотечения и наклонность к ним и обратные им состояния - наклонность к тромбообразованию.
3. Злокачественные болезни крови.
4. Гнойные процессы любой локализации.
5. Различные заболевания кожи, ногтей, волос (инфекция, грибок).
6. При любых острых воспалениях кровеносных и лимфатических сосудов, тромбозах, выраженном варикозном расширении вен.
7. Атеросклероз периферических сосудов и сосудов головного мозга.
8. Аневризма аорты и сердца.
9. Аллергические заболевания с накожными высыпаниями, отёк Квинке и анафилаксии.
10. Заболевания органов брюшной полости с наклонностью к кровотечениям.
11. Опухоли злокачественные (липомы-«жировики» следует обходить.)
12. Психические заболевания с чрезмерным психомоторным возбуждением.
13. В период гипер- и гипотонических кризов.
14. Острая ишемия миокарда.
15. Острая респираторная вирусная инфекция (ОРВИ), например, грипп.
16. При расстройстве функций желудочно-кишечного тракта (тошнота, рвота, жидкий стул-«понос»).
17. Гангрена.
18. Трофические язвы.
19. Лимфаденит - воспалительный процесс лимфатических узлов.
20. Туберкулёз.
21. Сифилис.
22. Остеомиелит.
23. Осложнения после операции.
24. Почечная, печёночная, лёгочная, сердечная недостаточность в период обострения.
25. Наркотическое или алкогольное опьянение.

## Массажное оборудование

### Массажные столы
Массажные столы используют для создания определённой позиции пациента во время массажа. Типичный коммерческий массажный стол легко чистится, имеет мягкую поверхность и подголовник в форме подковы, что позволяет клиенту свободно дышать лёжа лицом вниз. Столы могут быть стационарными или портативными. Домашние версии массажных столов часто легче по весу и складываются. Во время массажа используют также ортопедическую подушку или валик, чтобы изменить позицию тела.

### Массажные стулья
Эргономичные массажные стулья служат тем же функциям, что и массажные столы. Стулья могут быть стационарными или портативными. Массажные стулья легче транспортировать, чем массажные столы. Во время массажа клиенты не раздеваются. Из-за этих двух факторов, массажные стулья часто используют на фестивалях, в офисах, торговых центрах и других общественных местах.
Массажные стулья были разработаны в 1984 году David Palmer и Serge Bouyssou. Первоначально стулья были сделаны из древесины и весили 28 фунтов. В 1986 году было налажено производство стульев на Living Earth Crafts. Впоследствии массажные стулья были улучшены Scott Breyer и John Fanuzzi. Конструкция стульев стала металлической, её вес снизился до 14 фунтов, и появились механизмы регулировки. Обновлённую модель Quicklite Massage Chair в 1989 году начали выпускать на Golden Ratio Woodworks. Впоследствии массажные стулья стали выпускать и другие производители.

### Массажные кресла
Массажные кресла — это устройства для аппаратного, автоматизированного массажа. Появились в 1940-х годах в Японии.